# Callerebia mani
Callerebia mani är en fjärilsart som beskrevs av De Nicéville 1880. Callerebia mani ingår i släktet Callerebia och familjen praktfjärilar. Inga underarter finns listade i Catalogue of Life.